# Conjectura de Coase
La conjectura de Coase, desenvolupada per primera vegada per Ronald Coase, és un argument en la teoria del monopoli. La conjectura estableix una situació en la qual un monopolista vengui un bé durador a un mercat de segona mà on no és possible revendre i s'enfronta a consumidors que tenen diferents valoracions. La conjectura proposa que un monopolista que no coneix les valoracions dels individus haurà de vendre el seu producte a un menor preu del que pot obtenir si el monopolista tracta de separar els consumidors en oferir diferents preus en diferents períodes. Això es deu al fet que el monopoli és, en efecte, en competència de preus amb ell mateix durant diversos períodes i el consumidor amb la valoració més alta, si és prou pacient, pot simplement esperar el preu més baix. Així, el monopolista haurà d'oferir un preu competitiu en el primer període que serà baix. La conjectura només es manté quan hi ha un horitzó temporal infinit, ja que d'una altra manera una possible acció per al monopolista seria anunciar un preu molt elevat fins al segon període i després vendre-la al preu estàtic del monopoli en l'últim període. El monopolista podria evitar aquest problema apostant per una estratègia estable de preus lineals o adoptant altres estratègies comercials.

## Model de dos consumidors
Suposem que hi ha dos consumidors, anomenats {\displaystyle X} i {\displaystyle Y} amb les valoracions dels bens {\displaystyle x} i {\displaystyle y} respectivament. Les valoracions guarden la següent relació {\displaystyle x<y<2x}. El monopoli no pot identificar directament als consumidors individuals, sinó que sap que hi ha 2 valoracions diferents d'un bé. El bé en venda és durador, per tant, una vegada que un consumidor el compri, el tindrà en tots els períodes posteriors. Això significa que després que el monopolista ha venut a tots els consumidors, no pot haver-hi més vendes. També s'assumeix que la producció és tal que el cost mitjà i el cost marginal són tots dos iguals a zero.
El monopolista podria intentar cobrar {\displaystyle preu=y} en el primer període i després en el segon període {\displaystyle preu=x}. Per tant, podria aplicar la discriminació de preus. Això no farà que el consumidor {\displaystyle Y} compri en el primer període, ja que, si esperés, podria aconseguir un preu igual a {\displaystyle x}. Per fer que al consumidor {\displaystyle Y} li sigui indiferent comprar en el primer o en el segon període, el monopolista haurà de cobrar un {\displaystyle preu=dx+(1-d)y} on {\displaystyle d} és un factor de descompte entre 0 i 1. Aquest preu és tal que {\displaystyle dx+(1-d)y<y}.
Per tant, en esperar, {\displaystyle Y} obliga al monopolista a competir en preu amb el seu jo futur.

## Model ambnconsumidors
Imaginem que no són dos, sinó {\displaystyle n} els consumidors amb valoracions que van des de {\displaystyle y} fins una valoració per sobre de zero. El monopolista voldrà vendre als consumidors amb la valoració més baixa. Això es deu al fet que la producció no té cost i mitjançant el cobrament d'un preu just per sobre de zero, encara obté un benefici. Per tant, per separar als consumidors, el monopoli cobrarà al primer consumidor {\displaystyle (1-d^{n})y} on {\displaystyle n} és el nombre de consumidors. Si el factor de descompte és prou alt el preu serà proper a zero. Per tant, la conjectura se segueix complint.